# 欧蒂永河畔布兰
欧蒂永河畔布兰（法語：Brain-sur-l'Authion，法語發音：[bʁɛ̃ syʁ lotjɔ̃] ⓘ）是法国曼恩-卢瓦尔省的一个旧市镇，属于昂热区。2016年1月1日，欧蒂永河畔布兰和相邻的另外6个市镇合并为新市镇卢瓦尔-欧蒂永（Loire-Authion）。

## 地理
欧蒂永河畔布兰（47°26'46"N, 0°24'39"W）面积22.92 平方千米，位于法国卢瓦尔河地区大区曼恩-卢瓦尔省，该省份为法国西部内陆省份，大致对应安茹地区，北起顺时针与马耶讷省、萨尔特省、安德尔-卢瓦尔省、维埃纳省、德塞夫勒省、旺代省、大西洋卢瓦尔省和伊勒-维莱讷省接壤。
与欧蒂永河畔布兰接壤的市镇（或旧市镇、城区）包括：昂达尔、拉博阿勒、科尔内、拉达格尼耶尔、勒普莱西-格拉穆瓦尔、圣巴泰勒米当茹、特雷拉泽。

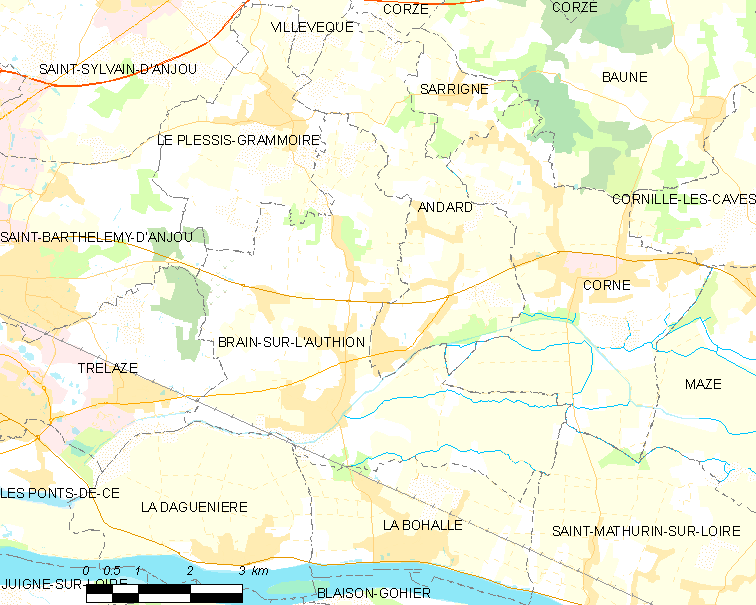
欧蒂永河畔布兰的OSM定位图

欧蒂永河畔布兰的时区为UTC+01:00、UTC+02:00（夏令时）。

## 行政
欧蒂永河畔布兰的邮政编码为49800，INSEE市镇编码为49042。

## 政治
欧蒂永河畔布兰所属的省级选区为昂热第七县。

## 人口

1962-2008年间欧蒂永河畔布兰人口变化图示

欧蒂永河畔布兰于2018年1月1日时的人口数量为3350人。